# Gaby Jallo
Gaby Jallo (ur. 1 stycznia 1989 w Al-Kamiszli) – holenderski piłkarz pochodzenia syryjskiego, występujący na pozycji obrońcy.

## Kariera klubowa
Jallo urodził się 1 stycznia 1989 w Al-Kamiszli w Syrii. W 2001 roku, jako mieszkaniec Holandii, Jallo związał się juniorsko z klubem Heracles, w którym grał do 2008 roku. W 2009 roku podpisał zawodowy kontrakt z Heraclesem. Jego zawodnikiem był do 2012 roku, rozgrywając w tym czasie w jego barwach 12 spotkań w Eredivisie. Następnie grał w zespołach Willem II Tilburg oraz FC Emmen. W 2016 roku zakończył karierę.
W Eredivisie rozegrał 27 spotkań.